# Grijskophoningzuiger
De grijskophoningzuiger (Deleornis axillaris) is een zangvogel uit de familie Nectariniidae (Honingzuigers).

## Verspreiding en leefgebied
Deze soort komt voor van noordoostelijk Congo-Kinshasa tot westelijk Oeganda.